# La Belle Image
Pour plus de détails, voir Fiche technique et Distribution.
La Belle Image est un film français réalisé par Claude Heymann, sorti en 1951, d'après le roman portant le même titre publié par Marcel Aymé en 1941.

## Synopsis
Un homme voit son visage se métamorphoser un jour ; personne ne le reconnaît. Il est devenu beau et il en vient à courtiser sa propre femme qui se laisse séduire sans le reconnaître.

## Fiche technique
- Réalisation : Claude Heymann
- Scénario : Claude Heymann et Jean Ferry, d'après le roman La Belle Image de Marcel Aymé
- Photographie : Lucien Joulin
- Montage : Claude Nicole
- Musique : Louis Beydts
- Décors : Robert Hubert
- Costumes : Jacques Heim
- Directeur de production : André Aron
- Producteur : Alain Poiré
- Société de production :  Société Nouvelle des Établissements Gaumont (S.N.E.G), Compagnie générale cinématographique (C.G.C.)
- Société de distribution : Gaumont Distribution
- Pays d'origine :  France
- Format : Noir et blanc - 1,37:1 - 35 mm - Son mono
- Durée : 90 minutes
- Genre : Film dramatique
- Dates de sortie : 
  - France : 30 mai 1951

## Distribution
- Franck Villard : Raoul Cérusier/Roland Colbert
- Françoise Christophe : Renée Cérusier
- Pierre Larquey : Antonin
- Junie Astor : la sarrazine
- Robert Dalban : Julien
- Suzanne Flon : Lucienne
- Olivier Hussenot : le commissaire
- Arlette Merry : la concierge
- Gilberte Géniat : Annette, la bonne
- Made Siamé : Mlle Lagorce
- René Clermont : l'homme aux cochons d'Inde
- Paul Faivre : l'employé du bureau B.C.B.
- Ariane Murator :l'employée du bureau B.C.B.